# РТ-23УТТХ
РТ-23УТТХ (Поліпшені тактико-технічні характеристики, рос. Улучшенные тактико-технические характеристики) (Індекс ГРАУ — 15П961 і 15П060, код СНО-1 — РС-22Б і РС-22В, за класифікацією Міністерства оборони США і НАТО — SS-24 Mod 3 і Mod 2 Scalpel) — стратегічний ракетний комплекс 15П961 «Молодець» з твердопаливними триступеневими міжконтинентальними балістичними ракетами 15Ж61 і 15Ж60, мобільного залізничного і стаціонарного шахтного базування, відповідно. Був розвитком комплексу РТ-23. ракета мала боєголовку з 10 блоками окремого наведення кожен потужністю 55 кілотонн (кТ).

## Історія
Постанова ЦК КПРС і Ради міністрів СРСР № 768-247 від 9 серпня 1983 року передбачала розробку ракетного комплексу з єдиною ракетою РТ-23УТТХ «Молодець» (15Ж61) з трьома варіантами базування: бойовий залізничний, рухомий ґрунтовий «Цілина-2» і шахтний. У квітні 1984 року розробникам комплексів на базі ракет РТ-23УТТХ видали уточнені тактико-технічні вимоги, якими визначалось, що розробка єдиної ракети має враховувати особливості експлуатації і бойового використання у складі рухомих і стаціонарного комплексів. Також визначалась черговість розробки — спочатку мобільні комплекси, потім — стаціонарний.
Головний розробник ракети — КБ «Південне» (генеральний конструктор Уткін Володимир Федорович). В листопаді 1982 року розроблено ескізний проект ракети РТ-23УТТХ і БЗРК з вдосконаленими залізничними пусковими установками (ЗПУ). Внесок у розробку проекту зробив Їжко Віктор Олександрович, який займався проектуванням та випробуванням ракет цього типу.
Ґрунтовий пересувний комплекс з ракетою 15Ж62 (тема «Цілина-2») розробляв Московський інститут теплотехніки. Для транспортування ракети спроектували і виготовили дослідні зразки тягача МАЗ-7907. Однак розробку припинили, коли виявилось, що він не зможе забезпечити необхідних характеристик бойової ефективності.
Бойовий залізничний ракетний комплекс розроблявся як розвиток комплексу 15П952 на основі ракети РТ-23 (15Ж52). Для нового комплексу розробили модифікацію ракети Р-23 УТТХ 15Ж61, а сам комплекс отримав індекс 15П961. На озброєння комплекс прийнято 28 листопада 1989 року. В 1987–1991 роках збудовано 12 комплексів. Впродовж 2003–2007 років всі комплекси утилізовано.
Стаціонарний шахтний комплекс також розроблявся на основі РТ-23 (комплексу 15П044 з ракетою 15Ж44). Комплекс позначався 15П060. Пускові установки 15П760 створювались як модернізація установок ракет УР-100Н УТТХ. На озброєння комплекс прийнято 28 листопада 1989 року. Всього було розгорнуто 56 ракет цього типу в позиційних районах на території УРСР і РРФСР. Однак через зміну оборонної доктрини СРСР і політико-економічні ускладнення подальше розгортання ракет припинилось. Після розпаду СРСР ракети в Україні зняли з бойового чергування і утилізували (зокрема не менше 8 ракет на різних стадіях збирання) впродовж 1993–2002 років. Пускові установки підірвали. В РФ ракети зняли з чергування і утилізували після закінчення гарантійного строку зберігання 2001 року. Пускові установки модернізували для використання ракет РТ-2ПМ2 «Тополь-М».
1991 року НВО «Південне» запропонувало використовувати ракету типу РТ-23УТТХ для запуску космічних апаратів на орбіту Землі з висоти 10 кілометрів, після скидання ракети на спеціальній парашутній системі з важкого транспортного літака АН-124-100. Далі проекту справа не пішла.
Комплекси знято з озброєння в серпні 2003 року відповідно до договору про скорочення ядерних стратегічних наступальних озброєнь, підписаному в січні 1993 року між РФ і США.
2006 року МО США погодилось виплачувати Україні узгоджену вартість за кожен порожній корпус двигуна. При цьому НКАУ мало взяти на себе витрати на вилучення палива з наявних 163 ракетних двигунів.

## Опис залізничного комплексу
Кожен залізничний комплекс мав: три тепловози М62, командний пункт з семи вагонів, вагон-цистерну з запасами паливно-мастильних матеріалів і три пускові установки (ПУ) з ракетами. Комплекс мав вигляд звичайного потяга з рефрижераторних, поштових і пасажирських вагонів. Чотирнадцять вагонів мали по вісім колісних пар, а три — по чотири. Три вагони маскувались під пасажирські, а восьмивісні — під рефрижератори. Запаси на борту забезпечували автономну роботу до 28 діб.
Пускова установка 15П761 розроблена в КБ спеціального машинобудування (КБСМ) під керівництвом головного конструктора Уткіна на базі восьмивісного вагона вантажопідйомністю 135 тонн. Ракета важила 104,5 тонн. Для зменшення допустимого тиску пускового вагона на рейки використовувались спеціальні розвантажувальні пристрої, які перерозподіляли частину маси на сусідні вагони. Вагон-пускова установка мав дах, який відкривався, і пристрій для відведення контактної мережі.
Кожна пускова установка могла здійснити запуск у складі комплексу або автономно.
Пуск ракет можна було здійснити з будь-якої точки маршруту. Для цього потяг зупинявся, спеціальним пристроєм відводилась вбік контактна підвіска. Пусковий контейнер піднімався у вертикальне положення. Після цього можна було здійснити мінометний старт ракети. В повітрі ракета відхилялась пороховим прискорювачем, після цього запускався маршовий двигун. Відхилення ракети відводило струмінь реактивних газів з маршового двигуна від пускового комплексу і забезпечувало його стійкість.
Ракета мала головну частину, що розділяється, з блоками індивідуального наведення. В головній частині в один ярус розташовувались десять боєголовок. Ступінь розведення мав стандартну схему: рушійна установка і система керування.
Головна частина прикривалась аеродинамічним обтічником змінюваної геометрії (первісно надувний, згодом — складуваний). Така конструкція обтічника дозволяла розташувати ракету довжиною 23,3 у вагоні довжиною 23,6 м.
На зовнішній поверхні обтічника розташовувались аеродинамічні керма, що дозволяли керувати ракетою по крену на ділянках роботи першого і другого ступеня. Після проходження щільних шарів атмосфери обтічник скидувався.